# Telchin
Telchin (altgriechisch Τελχίν Telchín, deutsch ‚boshafter Mensch‘), oder Telchis, war in der griechischen Mythologie der Sohn des Europs und König von Sikyon.
Er war der Vater des Apis. Zusammen mit Thelxion tötete er Apis, den Sohn des Phoroneus und verhinderte so die Unterwerfung des gesamten Peloponnes durch diesen. Der Mord wurde jedoch später von Argos Panoptes gerächt, indem er Telchin und Thelxion erschlug. Telchins Sohn Apis folgte ihm auf den Thron von Sikyon.